# 七海雛
七海雛（日语：七海ひな，1993年7月17日—），日本AV女優。出身於廣島縣廣島市。

## 經歷
在當坐檯小姐時一位客人說她長得像AV明星明日花綺羅，因此也想成為一位AV女優。出道時的所屬事務所是シエロ（2019年4月-2020年4月），藝名是七瀨雛（七瀬ひな）。
在2019年「月刊FANZA」主辦的「このAV女優がすごい!2019年夏」中獲得綜合部門和新人部門的冠軍。在MGS動畫於2019年9月度的站內搜尋排名中獲得AV女優部門的第1名。2020年「月刊FANZA」於4月號發表的「このAV女優がすごい!2020冬」中，在新人部門獲得第5名。
2020年5月10日於個人的Twitter上宣布轉移到ライフプロモーション並更改藝名為「七海雛」。
同年9月30日於Twitter上宣布離開ライフプロモーション。同年10月23日於個人的Twitter上宣布加入T-POWERS。
2020年12月在「イラマチオ研究所」主辦的「イラマ・オブザイヤー2020」中獲得大賞。

## 外部連結
- 七海ひな的X（前Twitter）
- 七海雛的Instagram帳戶
- 七海雛的TikTok